# Tarḫuntašša

Lage von Tarḫuntašša

Als Tarḫuntašša (dU-ta-aš-ša; veraltete Lesung Dattašša) wurde in hethitischen Quellen eine Region an der Südküste Kleinasiens bezeichnet.

## Geographie
Das Kernland entsprach grob dem antiken Lykaonien oder dem Einzugsgebiet des Flusses Çarşamba, der vermutlich auf hethitisch Ḫulaya hieß. Tarḫuntašša grenzte im Osten an Kizzuwatna (dieses entsprach einem Großteil des antiken Ebenen Kilikien) und im Westen an den Fluss Kaštraya, den antiken Kestros, mit der Stadt Parḫa, dem antiken Perge, im Süden reichte es ans Mittelmeer. Die Grenze nach Norden ist unklar.

### Lokalisierung der Hauptstadt

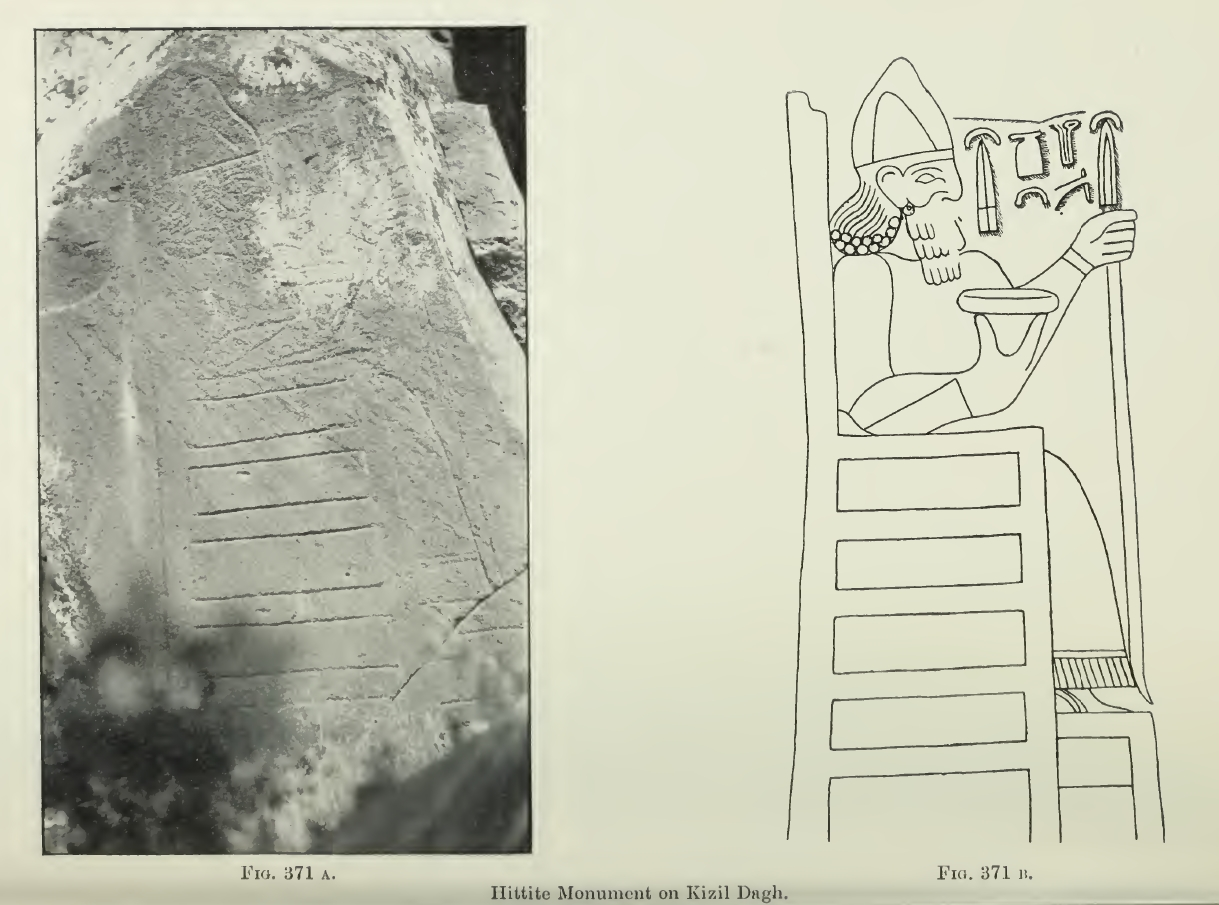
Felsrelief von Kızıldağ mit Königskartusche des Hartapu

Die Lage der Stadt Tarḫuntašša ist unbekannt. Es wurden verschiedene Orte vorgeschlagen, doch keiner von diesen erfüllt die archäologischen Bedingungen einer Hauptstadt. Neuere Untersuchungen innerhalb des Konya Regional Archeological Survey Project (KRASP) ergaben, dass die Ebene von Konya während der hethitischen Periode und der darauf folgenden Eisenzeit gut besiedelt war, wobei der Ort Türkmen-Karahöyük während dieser Zeit ein politisches Zentrum gewesen sein muss.
Nach Michele Massa und Christoph Bachhuber, den Leitern des KRASP, wäre Türkmen-Karahöyük ein geeigneter Ort für das hethitische Tarḫuntašša. Das bronzezeitliche Türkmen-Karahöyük wuchs während der hethitischen Zeit von etwa 30 Hektar auf 150 Hektar und war somit nur wenig kleiner als die hethitische Hauptstadt Ḫattuša mit 180 Hektar. Zudem ist kein anderer Ort dieser Größe in Südanatolien bekannt. Hochwertige hethitische Keramik, wie sie vor allem im Kernland gefunden wurde, weist auf ein administratives Zentrum der Hethiter hin. Die Stadt lag in einer fruchtbaren Ebene, die die Stadt ausreichend ernähren konnte. Es lag strategisch günstiger als die alte Hauptstadt, einerseits besser geschützt vor den feindlichen Angriffen der Kaškäer von Norden und andererseits mit besserem Zugang zu Mittelmeer, Kilikien und Syrien, welche damals hethitische Gebiete waren.
Da der Name Tarḫuntašša erst spät auftaucht, vermuten Massa et al., dass König Muwattalli II., der die hethitische Hauptstadt von Ḫattuša nach Tarḫuntašša verlegte, den Ort der neuen Hauptstadt nach seinem persönlichen Schutzgott Tarḫunna umbenannte.
Ein weiterer Anhaltspunkt könnten die Inschriften des Großkönigs Hartapu, Sohn des Mursili gewesen sein, welche in Türkmen-Karahöyük und auf benachbarten Bergen (Kızıldağ, Karadağ und Burunkaya) gefunden wurden und heute ins 8. Jahrhundert v. Chr. datiert werden. Die archaisch anmutenden Inschriften, der Titel „Großkönig“ mit der Verwendung des hethitischen Königssiegels und der Flügelsonne sowie der Name von Hartapus Vater Mursili könnten zudem auf eine Tradition in der Folge der hethitischen Könige über die Linie von Tarḫuntašša weisen.

## Geschichte
Unter Muwattalli II. (ca. 1290–1272 v. Chr.) war Tarḫuntašša zeitweise an Stelle der von Kaškäern bedrohten Hauptstadt Ḫattuša der Regierungssitz des Hethiterreichs. Durch den Staatsvertrag zwischen dem hethitischen Großkönig Tudḫaliya IV. (ca. 1240–1215 v. Chr.) und seinem Onkel oder Cousin Kurunta ist die genaue Lage Tarḫuntaššas gesichert. In diesem Vertrag wurde Kurunta, der selbst berechtigte Ansprüche auf den hethitischen Thron hatte, die Herrschaft über Tarḫuntašša zugestanden und die Grenzen seines Gebiets genau bestimmt. Tarḫuntašša blieb Bestandteil des hethitischen Reichs. Kurunta bekam den Status eines Vizekönigs – den gleichen Status, den auch der König von Karkamiš besaß – und war weiterhin dem hethitischen Großkönig unterstellt.
Šuppiluliuma II. (ab ca. 1215/10) führte offenbar Krieg mit Tarḫuntašša. Einige Jahre zuvor hatte es – so die archäologischen Zeugnisse in Ḫattuša – offenbar einen Putschversuch Kuruntas gegen den hethitischen Großkönig gegeben. Eine kürzlich gefundene Inschrift feiert den Sieg Šuppiluliumas über Kurunta. Die genauen Folgen dieses Feldzugs und das weitere Schicksal Tarḫuntaššas sind bisher nicht abschließend geklärt. Wegen des Weiterlebens der hethitischen Kultur in Südanatolien führen einige Hethitologen den Zusammenbruch des hethitischen Großreichs auf innere Wirren (Kriege zwischen Tarḫuntašša und dem Kernland) zurück.